# Jadon Sancho
Jadon Malik Sancho (Londra, 25 marzo 2000) è un calciatore inglese, attaccante del Manchester Utd. Con la nazionale inglese è stato vicecampione d'Europa nel 2021.

## Biografia
È nato a Camberwell, nell'area metropolitana di Londra, da genitori trinidadiani. Cresce a Kennington, un altro quartiere di Londra, e fin da piccolo è un grande tifoso del Chelsea. All'età di sei anni si trasferisce a Watford insieme alla famiglia.

## Caratteristiche tecniche
Gioca prevalentemente come ala sinistra e possiede una buona velocità: non a caso è soprannominato The Rocket (in italiano il razzo). Si dimostra abile nel dribbling e nelle ripartenze in contropiede, abile nel trovare una buona coordinazione con i suoi compagni quando taglia in area di rigore; si accentra quando tira usando il destro, il suo piede forte. Oltre ad avere una buona precisione di tiro in attacco sa rendersi pericoloso fornendo diversi assist per i suoi compagni. 
Nel 2017 è stato inserito nella lista dei migliori sessanta calciatori nati nel 2000 stilata da The Guardian.

## Carriera

### Club

#### Gli inizi e il Borussia Dortmund
Cresciuto nel settore giovanile del Watford, nel marzo del 2015 si è trasferito al Manchester City. Dopo due stagioni trascorse con i Citizens, il 31 agosto 2017 viene acquistato per otto milioni di euro dal Borussia Dortmund. Esordisce con la seconda squadra giallonera il 9 settembre 2017, nella vittoria per 3-2 sul Rodinghausen. Ha esordito con i gialloneri il 21 ottobre, nella partita pareggiata per 2-2 contro l'Eintracht Francoforte, sostituendo all'84' Maximilian Philipp. Il 21 aprile 2018 segna il suo primo goal nel match vinto per 4-0 contro il Bayer Leverkusen, gara dove fornisce anche due assist.
Il 24 ottobre 2018 sigla la sua prima rete in Champions League, ai danni dell'Atlético Madrid. Il 3 agosto 2019 sigla la rete che chiude la partita e che consegna la sesta supercoppa di Germania al Borussia Dortmund ai danni del Bayern Monaco (2-0). Il 30 maggio 2020 mette a segno una tripletta nella sfida vinta per 1-6 contro il Paderborn che gli permette di diventare il calciatore più giovane in Bundesliga a toccare quota 30 gol.

#### Manchester United
Il 1º luglio 2021 il Manchester Utd comunica di aver trovato un accordo con il Borussia Dortmund per il trasferimento di Sancho per 68 milioni di euro, soggetto a quello con il giocatore e al superamento delle visite mediche. Il 23 luglio successivo il club inglese finalizza il trasferimento. Esordisce il 14 agosto, nella partita vinta 5-1 contro il Leeds Utd, sostituendo al 75' Daniel James. Il 23 novembre segna la sua prima rete con i Red Devils, contribuendo al 2-0 in casa del Villarreal; 5 giorni dopo, il 28 novembre, firma la sua prima rete in Premier League sbloccando al 50' la partita col Chelsea, poi finita 1-1.
Inizia la stagione 2022-2023 segnando in una gara contro il Liverpool. Il 1º febbraio 2023 disputa la semifinale di ritorno di Coppa di Lega contro il Nottingham Forest, la sua prima apparizione nell'anno solare dopo due mesi fuori dai piani tecnici dell'allenatore Erik ten Hag. Una settimana dopo torna al gol in un pareggio contro il Leeds Utd. Complice una stagione positiva a livello di squadra, termina la stagione con 41 presenze e 7 reti, di cui 6 in Premier League.
Con l'avvento della stagione 2023-2024, il giocatore dovrà affrontare nuove problematiche tra lui e il tecnico, che decide di non convocarlo nel roster principale a causa delle sue prestazioni altalenanti in allenamento. Il 14 settembre 2023 viene annunciato che il giocatore sarebbe stato totalmente estromesso dai piani tecnici della squadra e che da lì in poi si sarebbe allenato a parte.

#### Ritorno al Borussia Dortmund
L'11 gennaio 2024 ritorna al Borussia Dortmund, in prestito secco fino al termine della stagione. Il 13 gennaio torna a vestire la maglia giallonera, in una gara vinta per 3-0 contro il Darmstadt, dove tra l'altro servirà anche un assist a Marco Reus. Il 9 marzo torna al gol in un match in trasferta contro il Werder Brema. Quattro giorni dopo, in una gara contro il PSV valida per gli ottavi di finale di UEFA Champions League, segna ancora, risultando fondamentale per il passaggio del turno. Il 1º giugno disputa da titolare la sua prima finale di Champions League in carriera, persa per 2-0 contro il Real Madrid.

#### Rientro al Manchester United e prestito al Chelsea
Nell'estate 2024, a prestito concluso, fa ritorno a Manchester. Con i Reds disputa la finale di Community Shield persa ai rigori contro il Manchester City.
Non trovando molto spazio, il 30 agosto 2024 viene ceduto in prestito annuale al Chelsea. Fa il proprio debutto ufficiale con la maglia dei Blues il seguente 14 settembre in un match contro il Bournemouth, servendo un assist a Christopher Nkunku all'86º e guadagnandosi il premio di uomo partita. Il 4 dicembre centra la sua prima marcatura con il club londinese, quella del definitivo 5-1 ai danni del Southampton. Si ripete quattro giorni dopo, nell'incontro vinto 4-3 in casa del Tottenham. Il 28 maggio 2025 vince la UEFA Conference League con i Blues, in cui nella finale a Breslavia contro il Betis Siviglia, vinta per 4-1, firma la rete del parziale 3-1. Chiude la propria esperienza londinese con un totale di 41 presenze e 5 gol segnati.

### Nazionale
Ha conquistato con l'Inghilterra under 17 il secondo posto nell'Europeo di categoria del 2017, venendo nominato come miglior giocatore della manifestazione, anche grazie ai cinque gol messi a segno: la prima rete la realizza sconfiggendo per 4-0 l'Ucraina, è autore di una doppietta nel successo per 3-0 contro i Paesi Bassi, nei quarti di finale il suo gol decide la vittoria per 1-0 contro l'Irlanda, l'ultima rete la sigla nella semifinale sconfiggendo per 2-1 la Turchia. Vince poi nel corso dello stesso anno anche il Mondiale dove segna due reti battendo per 4-0 il Cile, realizza una rete anche contro il Messico vincendo per 3-2 (disputando soltanto le prime tre gare, poiché richiamato prima degli ottavi di finale dal Borussia Dortmund).
Il 4 ottobre 2018 ha ricevuto la sua prima chiamata dalla nazionale maggiore, diventando il primo giocatore nato nel 2000 convocato dalla nazionale dei tre Leoni. Diventa poi il primo giocatore nato dal 1º gennaio 2000 in poi a giocare una sfida con la selezione inglese, subentrando al 78º all'ex compagno di squadra ai tempi del Manchester City Raheem Sterling nella sfida in trasferta contro la Croazia, valida per la Nations League 2018-2019 e pareggiata 0-0.
Il 10 settembre 2019, all'ottava presenza, segna le sue prime reti in nazionale, realizzando una doppietta nel successo per 5-3 contro il Kosovo, diventando così il primo giocatore nato nel 2000 a segnare almeno un goal per l'Inghilterra.
Convocato per il campionato d'Europa 2020, tenutosi nel 2021, non trova molto spazio nel corso della competizione, ma viene mandato in campo al 120º di gioco della finale contro l'Italia al posto di Kyle Walker. Calcia poi il quarto dei tiri di rigore dell'Inghilterra, vedendosi parare il tentativo dal dischetto dall'estremo difensore italiano Gianluigi Donnarumma; l'Inghilterra perderà per 3-2 il titolo continentale in favore degli azzurri.

## Statistiche

### Presenze e reti nei club
Statistiche aggiornate al 28 maggio 2025.
| Stagione                 | Squadra                  | Campionato               | Campionato | Campionato | Coppe nazionali | Coppe nazionali | Coppe nazionali | Coppe continentali | Coppe continentali | Coppe continentali | Altre coppe | Altre coppe | Altre coppe | Totale | Totale |
| Stagione                 | Squadra                  | Comp                     | Pres       | Reti       | Comp            | Pres            | Reti            | Comp               | Pres               | Reti               | Comp        | Pres        | Reti        | Pres   | Reti   |
| ------------------------ | ------------------------ | ------------------------ | ---------- | ---------- | --------------- | --------------- | --------------- | ------------------ | ------------------ | ------------------ | ----------- | ----------- | ----------- | ------ | ------ |
| 2017-2018                | Borussia Dortmund II     | RL                       | 3          | 0          | -               | -               | -               | -                  | -                  | -                  | -           | -           | -           | 3      | 0      |
| 2017-2018                | Borussia Dortmund        | BL                       | 12         | 1          | CG              | 0               | 0               | UCL+UEL            | 0                  | 0                  | SG          | 0           | 0           | 12     | 1      |
| 2018-2019                | Borussia Dortmund        | BL                       | 34         | 12         | CG              | 2               | 0               | UCL                | 7                  | 1                  | -           | -           | -           | 43     | 13     |
| 2019-2020                | Borussia Dortmund        | BL                       | 32         | 17         | CG              | 3               | 0               | UCL                | 8                  | 2                  | SG          | 1           | 1           | 44     | 20     |
| 2020-2021                | Borussia Dortmund        | BL                       | 26         | 8          | CG              | 6               | 6               | UCL                | 6                  | 2                  | SG          | 0           | 0           | 38     | 16     |
| 2021-2022                | Manchester Utd           | PL                       | 29         | 3          | FACup+CdL       | 1+1             | 1+0             | UCL                | 7                  | 1                  | -           | -           | -           | 38     | 5      |
| 2022-2023                | Manchester Utd           | PL                       | 26         | 6          | FACup+CdL       | 3+2             | 0               | UEL                | 10                 | 1                  | -           | -           | -           | 41     | 7      |
| 2023-gen. 2024           | Manchester Utd           | PL                       | 3          | 0          | FACup+CdL       | 0+0             | 0               | UCL                | 0                  | 0                  | -           | -           | -           | 3      | 0      |
| gen.-giu. 2024           | Borussia Dortmund        | BL                       | 14         | 2          | CG              | -               | -               | UCL                | 7                  | 1                  | -           | -           | -           | 21     | 3      |
| Totale Borussia Dortmund | Totale Borussia Dortmund | Totale Borussia Dortmund | 118        | 40         |                 | 11              | 6               |                    | 28                 | 6                  |             | 1           | 1           | 158    | 53     |
| lug.-ago. 2024           | Manchester Utd           | PL                       | 0          | 0          | FACup+CdL       | 0               | 0               | UEL                | 0                  | 0                  | CS          | 1           | 0           | 1      | 0      |
| Totale Manchester Utd    | Totale Manchester Utd    | Totale Manchester Utd    | 58         | 9          |                 | 7               | 1               |                    | 17                 | 2                  |             | 1           | 0           | 83     | 12     |
| 2024-2025                | Chelsea                  | PL                       | 31         | 3          | FACup+CdL       | 2+0             | 0               | UECL               | 8                  | 2                  | CMC         | -           | -           | 41     | 5      |
| Totale carriera          | Totale carriera          | Totale carriera          | 210        | 52         |                 | 20              | 7               |                    | 53                 | 10                 |             | 2           | 1           | 285    | 70     |

### Cronologia presenze e reti in nazionale
| Cronologia completa delle presenze e delle reti in nazionale ― Inghilterra | Cronologia completa delle presenze e delle reti in nazionale ― Inghilterra | Cronologia completa delle presenze e delle reti in nazionale ― Inghilterra | Cronologia completa delle presenze e delle reti in nazionale ― Inghilterra | Cronologia completa delle presenze e delle reti in nazionale ― Inghilterra | Cronologia completa delle presenze e delle reti in nazionale ― Inghilterra | Cronologia completa delle presenze e delle reti in nazionale ― Inghilterra | Cronologia completa delle presenze e delle reti in nazionale ― Inghilterra |
| Data                                                                       | Città                                                                      | In casa                                                                    | Risultato                                                                  | Ospiti                                                                     | Competizione                                                               | Reti                                                                       | Note                                                                       |
| -------------------------------------------------------------------------- | -------------------------------------------------------------------------- | -------------------------------------------------------------------------- | -------------------------------------------------------------------------- | -------------------------------------------------------------------------- | -------------------------------------------------------------------------- | -------------------------------------------------------------------------- | -------------------------------------------------------------------------- |
| 12-10-2018                                                                 | Fiume                                                                      | Croazia                                                                    | 0 – 0                                                                      | Inghilterra                                                                | UEFA Nations League 2018-2019 - 1º turno                                   | -                                                                          | 78’                                                                        |
| 15-11-2018                                                                 | Londra                                                                     | Inghilterra                                                                | 3 – 0                                                                      | Stati Uniti                                                                | Amichevole                                                                 | -                                                                          |                                                                            |
| 18-11-2018                                                                 | Londra                                                                     | Inghilterra                                                                | 2 – 1                                                                      | Croazia                                                                    | UEFA Nations League 2018-2019 - 1º turno                                   | -                                                                          | 73’                                                                        |
| 22-3-2019                                                                  | Londra                                                                     | Inghilterra                                                                | 5 – 0                                                                      | Rep. Ceca                                                                  | Qual. Euro 2020                                                            | -                                                                          |                                                                            |
| 6-6-2019                                                                   | Guimarães                                                                  | Paesi Bassi                                                                | 3 – 1 dts                                                                  | Inghilterra                                                                | UEFA Nations League 2018-2019 - Semifinale                                 | -                                                                          | 61’                                                                        |
| 9-6-2019                                                                   | Guimarães                                                                  | Svizzera                                                                   | 0 – 0 dts (5 – 6 dtr)                                                      | Inghilterra                                                                | UEFA Nations League 2018-2019 - Finale 3º posto                            | -                                                                          | 106’                                                                       |
| 7-9-2019                                                                   | Londra                                                                     | Inghilterra                                                                | 4 – 0                                                                      | Bulgaria                                                                   | Qual. Euro 2020                                                            | -                                                                          | 71’                                                                        |
| 10-9-2019                                                                  | Southampton                                                                | Inghilterra                                                                | 5 – 3                                                                      | Kosovo                                                                     | Qual. Euro 2020                                                            | 2                                                                          | 85’                                                                        |
| 11-10-2019                                                                 | Praga                                                                      | Rep. Ceca                                                                  | 2 – 1                                                                      | Inghilterra                                                                | Qual. Euro 2020                                                            | -                                                                          | 73’                                                                        |
| 14-10-2019                                                                 | Sofia                                                                      | Bulgaria                                                                   | 0 – 6                                                                      | Inghilterra                                                                | Qual. Euro 2020                                                            | -                                                                          | 73’                                                                        |
| 14-11-2019                                                                 | Londra                                                                     | Inghilterra                                                                | 7 – 0                                                                      | Montenegro                                                                 | Qual. Euro 2020                                                            | -                                                                          |                                                                            |
| 5-9-2020                                                                   | Reykjavík                                                                  | Islanda                                                                    | 0 – 1                                                                      | Inghilterra                                                                | UEFA Nations League 2020-2021 - 1º turno                                   | -                                                                          | 73’                                                                        |
| 8-9-2020                                                                   | Copenaghen                                                                 | Danimarca                                                                  | 0 – 0                                                                      | Inghilterra                                                                | UEFA Nations League 2020-2021 - 1º turno                                   | -                                                                          | 60’                                                                        |
| 11-10-2020                                                                 | Londra                                                                     | Inghilterra                                                                | 2 – 1                                                                      | Belgio                                                                     | UEFA Nations League 2020-2021 - 1º turno                                   | -                                                                          | 90’                                                                        |
| 14-10-2020                                                                 | Londra                                                                     | Inghilterra                                                                | 0 – 1                                                                      | Danimarca                                                                  | UEFA Nations League 2020-2021 - 1º turno                                   | -                                                                          | 73’                                                                        |
| 12-11-2020                                                                 | Londra                                                                     | Inghilterra                                                                | 3 – 0                                                                      | Irlanda                                                                    | Amichevole                                                                 | 1                                                                          |                                                                            |
| 15-11-2020                                                                 | Lovanio                                                                    | Belgio                                                                     | 2 – 0                                                                      | Inghilterra                                                                | UEFA Nations League 2020-2021 - 1º turno                                   | -                                                                          | 70’                                                                        |
| 18-11-2020                                                                 | Londra                                                                     | Inghilterra                                                                | 4 – 0                                                                      | Islanda                                                                    | UEFA Nations League 2020-2021 - 1º turno                                   | -                                                                          | 76’                                                                        |
| 6-6-2021                                                                   | Middlesbrough                                                              | Inghilterra                                                                | 1 – 0                                                                      | Romania                                                                    | Amichevole                                                                 | -                                                                          | 65’                                                                        |
| 22-6-2021                                                                  | Londra                                                                     | Rep. Ceca                                                                  | 0 – 1                                                                      | Inghilterra                                                                | Euro 2020 - 1º turno                                                       | -                                                                          | 84’                                                                        |
| 3-7-2021                                                                   | Roma                                                                       | Ucraina                                                                    | 0 – 4                                                                      | Inghilterra                                                                | Euro 2020 - Quarti di finale                                               | -                                                                          |                                                                            |
| 11-7-2021                                                                  | Londra                                                                     | Italia                                                                     | 1 – 1 dts (3 – 2 dtr)                                                      | Inghilterra                                                                | Euro 2020 - Finale                                                         | -                                                                          | 120’                                                                       |
| 9-10-2021                                                                  | Andorra la Vella                                                           | Andorra                                                                    | 0 – 5                                                                      | Inghilterra                                                                | Qual. Mondiali 2022                                                        | -                                                                          | 45’ 73’                                                                    |
| Totale                                                                     |                                                                            | Presenze                                                                   | 23                                                                         |                                                                            | Reti                                                                       | 3                                                                          |                                                                            |

## Palmarès

### Club

#### Competizioni nazionali
- Supercoppa di Germania: 1

Borussia Dortmund: 2019
- Coppa di Germania: 1

Borussia Dortmund: 2020-2021
- Coppa di Lega inglese: 1

Manchester Utd: 2022-2023

#### Competizioni internazionali
- UEFA Conference League: 1

Chelsea: 2024-2025

### Nazionale
- Campionato mondiale Under-17: 1

India 2017

### Individuale
- Miglior giocatore della Supercoppa di Germania: 1

2019
- Capocannoniere della Coppa di Germania: 1

2020-2021 (6 gol)